# Conn O'Neill 1er comte de Tyrone
Conn O'Neill, 1er comte de Tyrone (irlandais : Conn Bacach mac Cuinn Ó Néill) (né vers 1480 – mort le 15 juillet 1559) fut le dernier roi de Tír Eógain, la plus grande et la plus puissante des seigneuries gaélique d'Irlande qui en 1542 dans le cadre du processus de renonciation et restitution, est nommé 1er comte de Tyrone par le roi Henri VIII d'Angleterre

## Origine
Conn Bacach O'Neill est le fils de Conn Mór O'Neill, roi de Tír Eógain assassiné par son frère Énri Óg mac Énri en 1493, et d'Eleanor Fitzgerald. Conn Mór O'Neill était le fils de Henri Ó Néill (Énri mac Eóghain Uí Néill), roi de Tír Eógain. Eleanor Fitzgerald est la fille de Thomas FitzGerald, 7e comte de Kildare. Conn Bacach O'Neill est le premier des Ó Néill, représentant des populations gaëliques, à devoir affronter les Anglais dans leur volonté de soumettre définitivement l'Irlande au XVIe siècle.

## Investiture
Conn, devient le chef de la lignée des Ó Néill du Cenél nEógain en 1519 après la mort de son frère Art Óg Ó Néill. A cette époque  il prend  le titre de  Uí Néill Mór, et assume le contrôle de la famille Ó Néill. Lorsque son parent Gerald FitzGerald 9e comte de Kildare devient Lord Deputy d'Irlande en 1524, Ó Néill exerce la fonction de porteur d'épée lors des cérémonies d'État ; mais il s'agit d'une allégeance personnelle, et bien qu'il donne l'assurance verbale de sa loyauté il doit fournir des otages au Lord Deputy d'Irlande pour garantie de sa fidélité.

## Soumission
Après l'invasion du Tír Eógain en 1541 par le Lord Deputy d'Irlande Sir Anthony St Leger, Conn lui livre son fils ainé  Phelim Caoch comme otage. Il participe à un parlement tenu à Trim dans le comté de Meath, il se rend ensuite en Angleterre, et fait sa soumission à Greenwich à Henri VIII devenu « Roi d'Irlande ». Le souverain le crée le 1er octobre 1542 « comte de Tyrone » dans le cadre du processus renonciation et restitution et lui fait don de fonds et d'une chaine d'or. Il devient également membre du conseil privé d'Irlande, et reçoit des donations de domaines dans le Pale. Henri VIII confirme à cette occasion le statut d'héritier présomptif à son fils ainé Matthew O'Neill (gaëlique: Feardorcha Ó Neill) en lui confèrant le titre de 1er baron de Dungannon.

## Guerre civile
La soumission de Conn Bacach au roi d'Angleterre produit une forte impression en Irlande, son acceptation d'un titre féodal anglais est très mal ressentie par les membres du clan Uí Néill et ses alliés. Le comte de Tyrone devra pendant tout le reste de sa vie lutter pour maintenir son influence et tenter d'éteindre les germes de la guerre civile déclenchée par son fils cadet mais légitime Shane, qui s'estime laissé par la transaction passé avec le roi Henri VIII. Non seulement par la nomination  par le roi d'Angleterre de Matthew, le fils ainé, considéré comme illégitime de Conn, comme héritier présomptif, mais  aussi par l'entorse que cette élévation représente à la loi de la tanistrie qui régissit la dévolution des principautés et des clans gaëliques irlandais , que Conn avait favorisé, par attachement à sa maitresse Alison Kelly l'épouse d'une forgeron de Dundalk, au détriment de ses fils légitimes  mais aussi au droit de son Tanaiste Niall Connalach O’Neill, fils et héritier Art Óg Ó Néill .
Après le meurtre de Phelim Caoch, au début de 1542 par MacDonnell un Gallowglass et la mort en 1544 du Tanaiste, Niall Connalach O’Neill. Shane, devenu le fils ainé légitime survivant de Conn n'était pas un homme à renoncer à ses droits à la succession. Le féroce conflit familial entre Shane et Feardorcha fortement soutenu par l'administration royale anglaise de Dublin se termine par le meurtre de Feardorcha par des hommes de Shane en 1558. Conn Bacah meurt peu après le 17 juillet 1559.

## Union et postérité
Conn eut plusieurs épouses légitimes. La première Alice Fitzgerald, fille de  Gérald FitzGerald, 8e comte de Kildare est sa cousine germaine.
- Feidhlimidh anglicisé en Phelim Caoch O'Neill, tué juste avant la soumission de son père à Henri VIII.

Sa seconde épouse est Sorcha O'Neill, fille de Hugh Oge O'Neill, chef du clan  O'Neill de Clannaboy dont: 
- Conn mort avant fin 1552.
- Shane O'Neill[5].

Conn avait préalablement engendré un certain nombre d'enfants réputés illégitimes dont avec Alyson Kelly: 
- Matthew O'Neill 1er baron de Dungannon en 1542 (1558) qu'il voulait imposer comme son héritier

et avec d'autres concubines:
- Conn († 1564)
- Brian († 1542)
- Henri
- Toirdhealbach († 1562)
- Shane Glade
- une fille qui épouse Sorley Boy MacDonnell.
- une fille  qui épouse Hugh Og MacMahon, seigneur de Dartrie.

## Source de la traduction
- (en) Cet article est partiellement ou en totalité issu de l’article de Wikipédia en anglais intitulé « Conn O'Neill, 1st Earl of Tyrone » (voir la liste des auteurs).